# 스낵

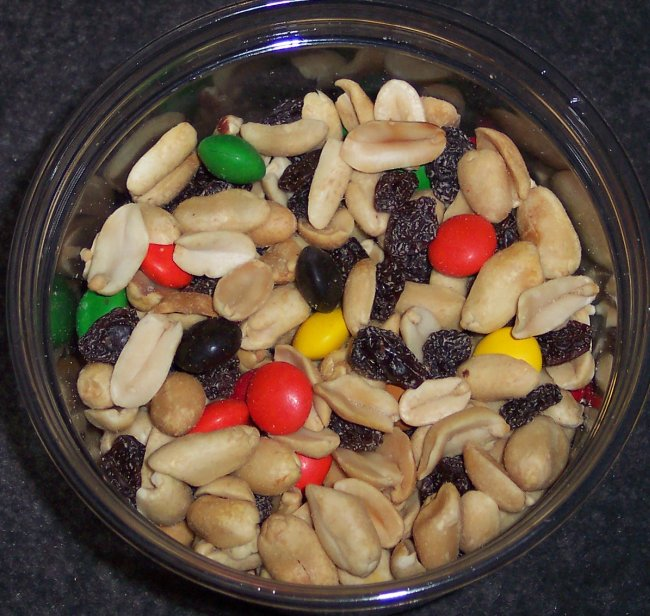
트레일 믹스(Trail mix)는 땅콩, 라이신, M&M으로 만든 대표적인 스낵 식품이다.

스낵(영어: snack)은 끼니 외에 맛이나 재미, 심심풀이로 먹는 과일이나 과자 따위의 군음식이다. 식사와 식사 사이에 먹는 적은 양의 음식이다. 유의어로 주전부리가 있다. 당이 많이 포함되어 있으며 지방 함유랑이 높다. 스낵과 간식을 동일하게 보는 사람도 있다.

## 나라별 스낵

### 아시아
인도네시아
- 쿠에
- 크루푹

일본
- 오니기리
- 멜론빵

말레이시아
- 친친
- 바꾸앙
- 이들리
- 바라

타이완
- 타이양빙
- 펑리수

### 중동
- 훔무스
- 병아리콩

## 같이 보기
- 간식
- 경식
- 분식
- 스낵 컬처
- 정크 푸드